# Szczepan Pieniążek

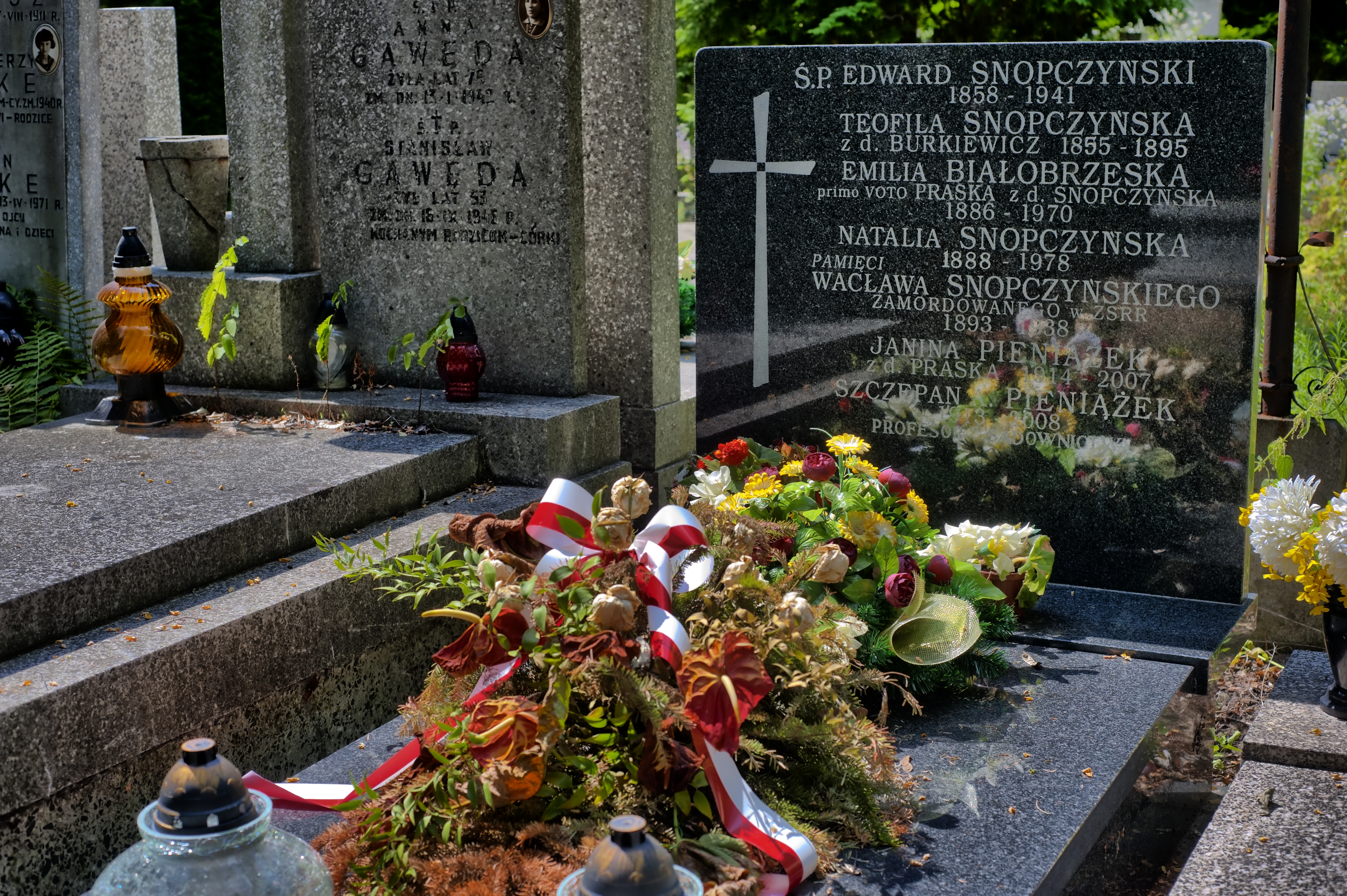
Szczepan Pieniążek sírja a varsói Bródno-i temetőben

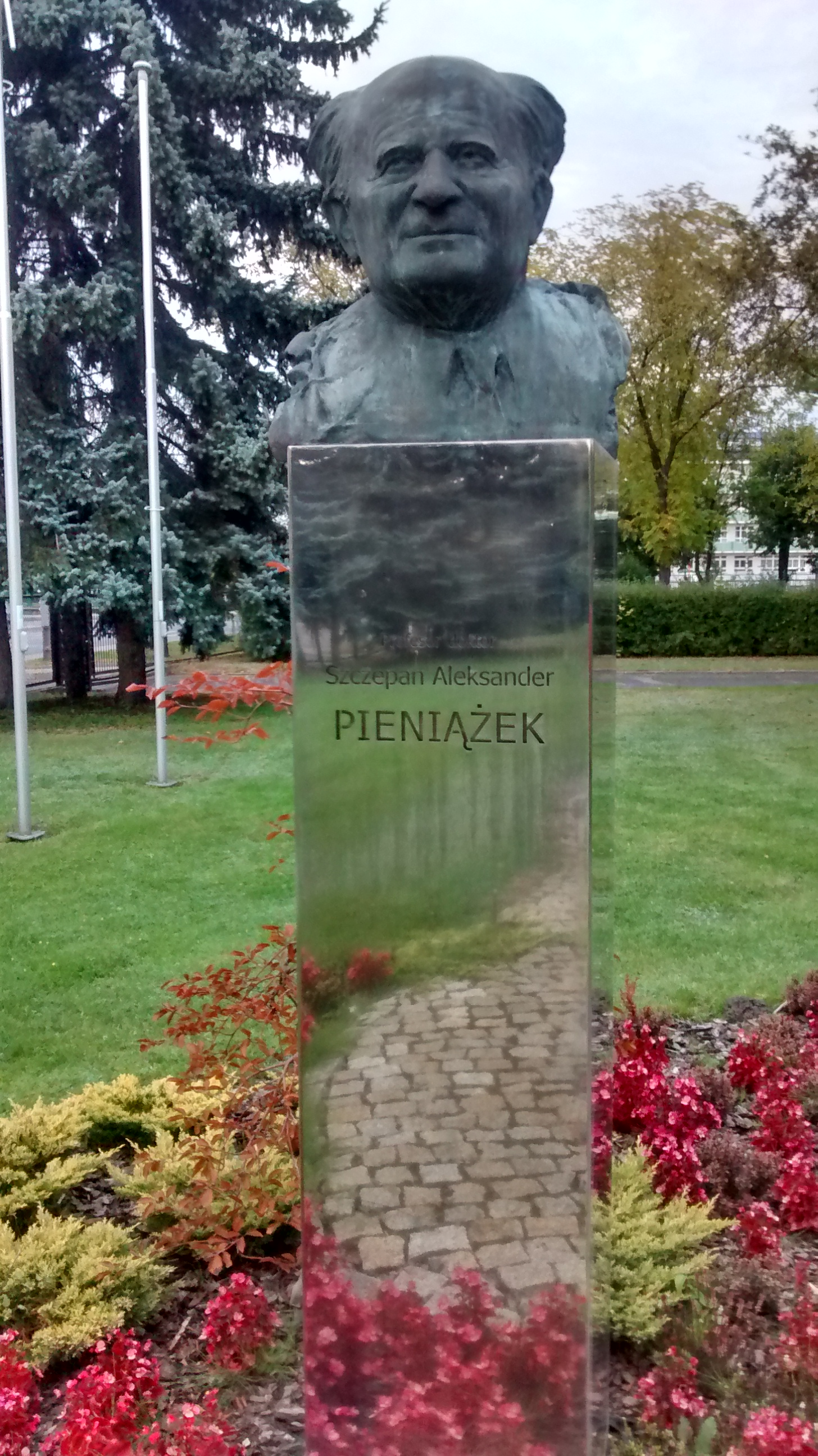
Szczepan Pieniążek professzor emlékműve Skierniewicében

Szczepan Aleksander Pieniążek (Słup, 1913. december 27. – Konstancin-Jeziorna, 2008. július 1.) mezőgazdasági tudományok lengyel professzora gyümölcstermesztés területén, a Skierniewice-i Pomológiai Intézet igazgatója, a Varsói Élettudományi Egyetem professzora, a Lengyel Tudományos Akadémia alelnöke.

## Önéletrajz

### Ifjúság
Józef földműves és Mroczek Zofia családjában született. Szülei azt akarták, hogy pap legyen. Az általános iskola elvégzése után (1928–1933) a Siedlce-i gimnáziumban (a Szent Család Kisszemináriumában, azaz a Podlasie Püspöki Gimnáziumban) tanult, ahol elsajátította a latint, a görögöt és a franciát, valamint érdeklődni kezdett az ókor és a természet iránt (az iskola egy jól felszerelt természettudományi bemutatóval rendelkezett). Ott is leérettségizett. Az egyetemen a biológiát választotta, ami elégedetlenséget váltott ki szüleiből. Botanika szakos lett a Varsói Egyetem matematika-természettudományi karán. Az első szemeszterét a nővére fizette. 1938-ban lediplomázott.

### Az Egyesült Államokbelitanulmányok és munka
Az érettségi után a Nemzeti Kulturális Alaptól Józef Piłsudski ösztöndíjat kapott és az Egyesült Államokba ment ki, ahol az ithacai Cornell Egyetemen folytatta tanulmányait New York államban (1938–1942). 1942-ben filozófia doktora lett a kertészetből, miután megvédte Alma transzpiraciója hűtőházban című disszertációját. Adjunktus lett a Rhode Island- i Kingston Állami Egyetem kertészeti tanszékén, ahol 1946 tavaszáig dolgozott. 1945-ben agrártudományi docensi címet, 1954-ben pedig rendes professzor címet kapott.

### Szakmai munka Lengyelországban
A második világháború után 1946 áprilisában visszatért Lengyelországba és a Varsói Élettudományi Egyetem (SGGW) Kertészeti Karán kezdett dolgozni professzorként és a pomológiai tanszék vezetőjeként. A Skierniewice-i Pomológiai Intézet 1951-es megalakulása után ő lett az első igazgatója és ezt a posztot 1984-es nyugdíjazásáig töltötte be. 1952-ben a Lengyel Egyesült Munkáspárt tagja lett.
1947-ben együttműködést alakított ki a Church of the Brethren, amerikai vallási szervezettel, amellyel egy lengyel-amerikai mezőgazdasági tapasztalatcserét hozott létre, amely 1957 óta "Brethren Service Exchange Program" néven működik. Ennek az együttműködésnek köszönhetően 1989 végéig több mint 1300 fő, főként lengyel gyümölcstermesztő ment ki az USA -ba egyéves szakmai gyakorlatra. Az USA-ban végzett tanulmányok és munkavégzés lehetővé tette számukra, hogy megismerjék a legmodernebb gyümölcstermesztési módszereket, és olyan megtakarításokat halmozzanak fel, amelyeket saját gazdaságaik bővítésére és korszerűsítésére fordítottak. Pieniążek professzor ösztöndíjas utakat szervezett a kertészettel foglalkozó lengyel kutatók számára amerikai (de nem csak) mezőgazdasági egyetemekre, amelyek révén doktori fokozatot, habilitációt és professzori fokozatot szerezhettek. Ő irányította a dr. Irena Modlibowska által Angliában alapított British Council Władysław Filewicz ösztöndíjat is, melynek köszönhetően több tucat lengyelországi tudós végzett gyakorlatot Nagy-Britannia különböző tudományos intézeteiben.
1965–1966 között a Varsói Élettudományi Egyetem (SGGW) kertészeti karának dékánja volt. 1968-ban kiállt a kizárt hallgatók mellett, és más professzorokkal együtt tiltakozó levelet írt alá a zsidó származású professzorok egyetemről való kizárása ellen. A párthatóságok nyomására kénytelen volt lemondani az SGGW-nél betöltött állásáról.
1952-ben Szczepan Pieniążek a Lengyel Tudományos Akadémia (PAN) levelező, 1964-ben rendes tagja lett. 1966–1971 között a Lengyel Tudományos Akadémia Mezőgazdasági és Erdőtudományi Karának titkára, majd a Lengyel Tudományos Akadémia elnökségi tagja és alelnöke volt. 1972–1974 között a Lengyel Tudományos Akadémia kertészettudományi bizottságának elnöke is volt. Szczepan Pieniążek tagja volt a Nemzetközi Kertészeti Tudományok Társaságának, annak kertészeti szekciójának elnöke, alelnöke, majd újra elnöke (1970–1974).

### Tudományos eredmények és a tudomány népszerűsítése
Szczepan Pieniążek tudományos munkásságában a tág értelemben vett pomológiával, ezen belül a gyümölcsfák és bogyós növények termesztésével, a gyümölcsösök védelmével, valamint a növényélettannal foglalkozott. Legfontosabb eredményei közé tartozik, hogy a különböző termőfajtákkal rendelkező almafákat minden évben termőre késztette, kezdeményezte az alacsony növekedésű fák termesztését, korszerű talajápolási rendszereket fejlesztett ki, és számos értékes almafajtát vezetett be. Mintegy 100 tudományos publikációja jelent meg. Többek között a Gyümölcstermesztés című akadémiai tankönyv szerzője, amely 11 kiadást ért el (utoljára 2000-ben), valamint a gyümölcstermesztésről szóló tudománynépszerűsítő könyvek szerzője: Utazás a világ gyümölcsöseiben (1965) (melyet cseh, bolgár és magyar nyelvekre fordítottak), és Amikor az almafák kivirulnak (1971), (cseh nyelvre fordították).
Az 1950-es évek elején a michurinizmus és Liszenko elméletének aktív terjesztője volt, azt állította, hogy a gének nem vesznek részt az öröklődésben. Néhány év múlva beismerte, hogy ez hiba volt és teljesen elzárkózott korábbi nézeteitől. Hozzá kell tenni, hogy Micsurin publikációi közül Pieniążek professzor a legtöbbre az általában is a legértékesebbnek tartott alacsony törzsű gyümölcsfafajták termesztésére vonatkozókat tartotta. Ugyanakkor szót emelt a gyümölcs - és zöldségtermesztők védelmében túlzott adóztatás és szövetkezetekbe kényszerítés ellen, valamint gazdaságaik magánkézben tartása mellett.
E tevékenységek eredményeképpen gyümölcs és zöldség folyamatosan jelen volt a lengyelországi piacon, miközben más mezőgazdasági termékek gyakran hiányoztak. Pieniążek professzor és az általa alapított Pomológiai Intézet tevékenységét a lengyelországi gyümölcstermesztésre vonatkozó adatok mutatják legjobban, ahol a második világháború előtt évi 400-600 ezer tonna volt az almatermés, 1983-ban pedig, nyugdíjba vonulásakor meghaladta az 1,7 millió tonnát.
Pieniążek professzor tudományos tevékenysége mellett részt vett a kertészeti ismeretek széles körben értelmezett népszerűsítésében. Cikkeket publikált a sajtóban, és a 70-es években heti rendszerességgel vett részt a televíziós műsorokban, amelyek a gyümölcsfák és bogyós növények telepítését és termesztését népszerűsítették a hobbi- és a házikertekben. Citrom otthoni cserepes termesztését is népszerűsítette.

## Magánélet
Feleségül vette Janinát, otthonról Praskát (született: 1914. augusztus 28., meghalt: 2007. április 14.), növényfiziológia professzort (házasságkötés: 1939. szeptember 1., Ithaca). Ebből a házasságból két gyermeke született: egy lánya, Emilia (született 1942), férje után Mroczkowska, és egy fia, Norman (született 1946).
2008. július 1-jén halt meg a konstancin-jeziornai idősek otthonában, és a varsói Bródno-i temetőben temették el (temetkezési telek 49A-1-25).

## Publikációk
75 eredeti tudományos dolgozatot, valamint tudományos tankönyveket publikált:
- Sadownictwo (Gyümölcstermesztés). Állami Mezőgazdasági és Erdészeti Kiadó, Varsó, 1954 és azt követően.
- Dookoła sadowniczego świata (Utazás a világ gyümölcsöseiben) Állami Mezőgazdasági és Erdészeti Kiadó, Varsó, 1965 és azt követően.
- Gdy zakwitną jabłonie (Amikor az almafák virágoznak). Egyetemes Tudás – Varsó 1971.

## Kitüntetések
- A Néplengyelország Építői Rendje (1977)
- Munka Zászlajának Rendje, I. osztály
- A Polonia Restituta Lovagrend parancsnoki keresztje csillaggal (1994. január 14.)
- Munka Zászlajának Rendje, II. osztály
- A Polonia Restituta Rend tiszti keresztje (1954. július 19.)
- A Lengyel Népköztársaság 10. Évfordulójának Kitüntetése (1955. január 14.)
- „A Skierniewicei vajdaságért tett érdemekért” jelvény (1980)
- A Krakkói Kertészeti Társaság Kitüntetése

## Díjak
- Állami Tudományos Díj, II. fokozat, a mezőgazdasági és erdőgazdálkodási tudományok területén a gyümölcstermesztés területén végzett agrobiológiai munkáért (1950. július 29.)
- "Problemy" folyóírat -díj a gyümölcstermesztéssel kapcsolatos ismeretek népszerűsítésében elért eredményekért (1968)
- Állami Díj, I. fokozat (csapat) korszerű gyümölcstermesztési módszerek kidolgozásában és megvalósításában való részvételért (1978)

## Tiszteletbeli címek
Pieniążek professzor tiszteletbeli tagja volt a Bolgár Mezőgazdasági Tudományos Akadémiának, a Németországi Szövetségi Köztársaság Mezőgazdasági Tudományos Akadémiájának, a Francia Mezőgazdasági Akadémiának, a Német Mezőgazdasági Tudományos Akadémiának (NDK) és a Szovjet Mezőgazdasági Tudományok Akadémiájának (Szovjetunió). Tiszteletbeli tagja a következőknek: Kopernikusz Lengyel Természettudományi Társaság, Lengyel Botanikai Társaság, Amerikai Kertészeti Társaság.
A Krakói Agrártudományi Egyetemen (1973), a Varsói Élettudományi Egyetemen (1983), a Szczecini Mezőgazdasági Egyetemen (1984), a Poznańi Mezőgazdasági Egyetemen (1985) díszdoktori címet kapott.
1984 februárjában elnyerte Skierniewice város díszpolgára címet.

## Megemlékezés
A tudományos és felsőoktatási miniszter 2008. október 23-i határozatával a Skierniewicei Közgazdasági és Bölcsészettudományi Egyetem a nevét kapta.
Skierniewice város tanácsa és a Pomológiai és Virágtermesztési Intézet 2009-et Pieniążek professzor évének nyilvánította.2009 májusa óta pedig a Pomológiai és Virágtermesztési Intézet is az ő nevét viseli.
Pieniążek professzor emlékét többek között a következő három emlékmű őrzi:
- emlékpad a Várostéren a skierniewice-i városháza épülete előtt;
- mellszobor a Skierniewice-i Kertészeti Intézet épülete előtt;
- egy kőobeliszk a Grójec megyei Błędów piacterén, helyi gyümölcstermesztők támogatásával.

## Fordítás
Ez a szócikk részben vagy egészben  a   Szczepan Pieniążek című lengyel Wikipédia-szócikk ezen változatának fordításán alapul.  Az eredeti cikk szerkesztőit annak laptörténete sorolja fel. Ez a jelzés csupán a megfogalmazás eredetét és a szerzői jogokat jelzi, nem szolgál a cikkben szereplő információk forrásmegjelöléseként.